# Marysin (Piaski)
Marysin – część wsi Piaski w Polsce, położona w województwie wielkopolskim, w powiecie gostyńskim, w gminie Piaski.
Posiada status osiedla mieszkaniowego.
W latach 1975–1998 Marysin należał administracyjnie do województwa leszczyńskiego.